# Alaa Abd el-Fattah

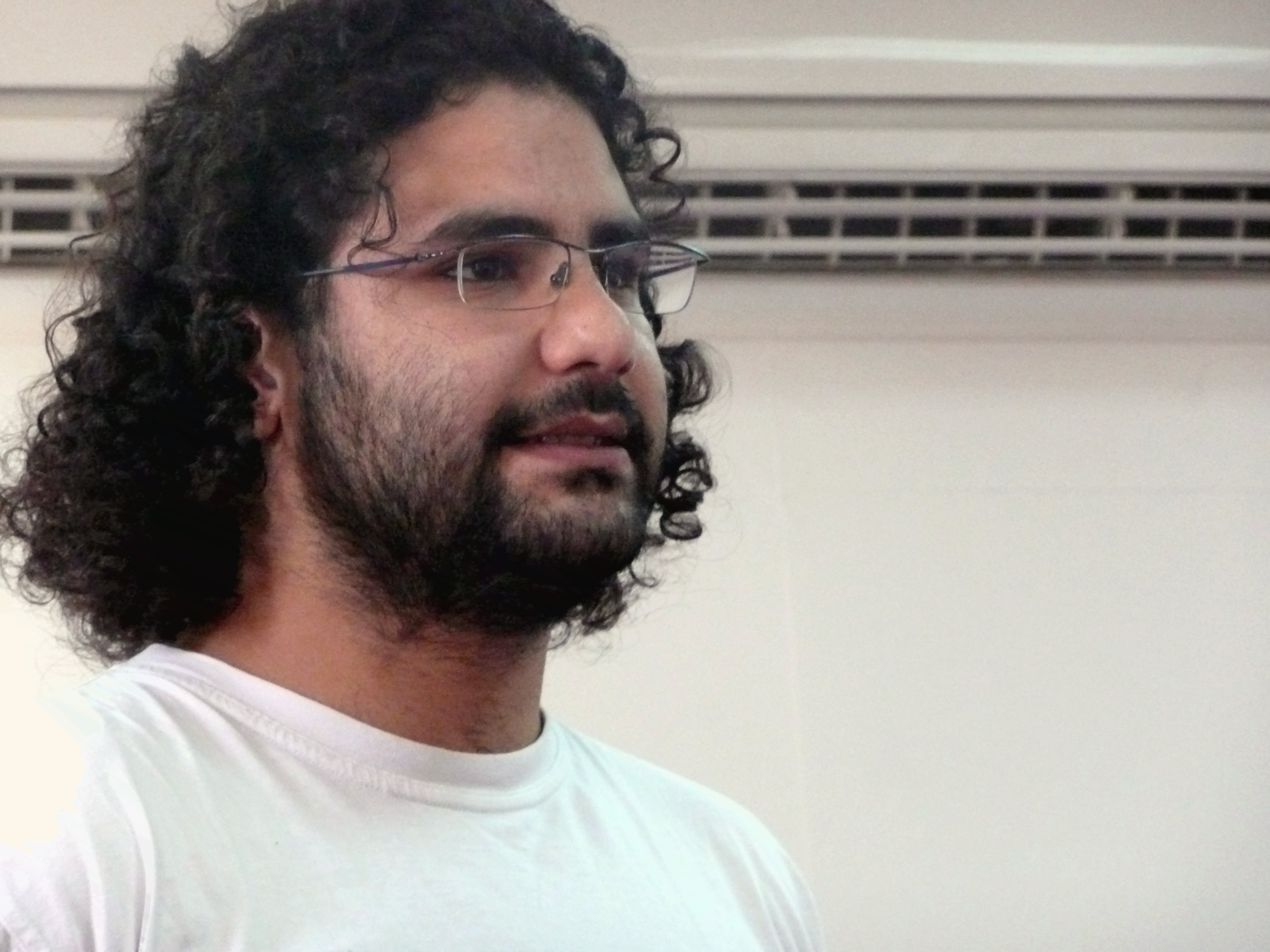
Abd el-Fattah (2008)

Alaa Abd el-Fattah (arabisch علاء عبد الفتاح, DMG ʿAlāʾ ʿAbd al-Fattāḥ; * 1981 in Kairo) ist ein ägyptischer Blogger und Softwareentwickler. Er wurde mehrmals wegen seiner politischen Aktivitäten verurteilt und befindet sich weiterhin im Gefängnis. Seit Dezember 2021 besitzt er die britische Staatsbürgerschaft, da seine Mutter in London geboren wurde.

## Leben
Abd el-Fattah ist der Sohn des Rechtsanwalts und Menschenrechtsaktivisten Ahmad Seif el-Islam und der Mathematikprofessorin und politischen Aktivistin Leila Soueif. Er hat zwei Schwestern (Mona Seif und Sanaa Seif), die sich ebenfalls politisch engagieren.
Seit den 2000er Jahren ist Alaa als Aktivist für politische und digitale Rechte bekannt. Der Blog „manalaa“, den Abd El-Fattah gemeinsam mit seiner Frau Manal Bahey El-Din Hassan gegründet hat, gewann 2005 den Sonderpreis „Reporter ohne Grenzen“ im Wettbewerb „Best of Blogs“ der Deutschen Welle. Am 7. Mai 2006 wurde er verhaftet, als er für eine unabhängige Justiz demonstrierte. Nach 45 Tagen Haft wurde er freigelassen und vom Vorwurf der „Beleidigung“ des Richters Abdel Fattah Murad freigesprochen, der die Sperrung von 49 Websites, darunter auch der Alaa-Website, angeordnet hatte.
2011 trat er bei der „RightsCon“ in Silicon Valley auf und sprach über das dystopische Potenzial der sozialen Netzwerke und die Selbstausbeutung des Sharing-basierten Arbeitsmarktes.

### Maspero-Massaker
Am 9. und 10. Oktober 2011 wurden koptische christliche Demonstranten von ägyptischen Sicherheitskräften angegriffen, wobei etwa 27 koptische Christen getötet und 329 verwundet wurden. In einer skandalösen Propagandamaßnahme stellte das staatliche Fernsehen unwahrheitsgemäß dar, dass die Massen stattdessen die ägyptischen Soldaten angriffen, und rief die ägyptische Öffentlichkeit auf, in Massen nach Maspero zu gehen, um die ägyptischen Soldaten vor den „wütenden christlichen Demonstranten“ zu verteidigen, wie es hieß. Im postrevolutionären Ägypten gab es zu dieser Zeit eine Welle der Verurteilung der sektiererischen Provokationen und der Aktionen der Armee.
Alaa schrieb einen Artikel in der ägyptischen Zeitung Al-Shuruk mit dem Titel „Mit Märtyrern ist es viel besser“,  in dem er das Zusammenspiel und die Komplizenschaft zwischen dem Regime und dem religiösen Institut beschrieb und den Terror beschrieb, der die Kopten heimsuchte.
Nach seiner Verurteilung des Regimes wurde er verhaftet. Es wurden Anschuldigungen gegen ihn erhoben, er habe einen Militärpanzer überfallen und persönlich die koptischen Demonstranten überfahren, obwohl der Staatsanwalt keine Beweise für diese Anschuldigungen vorgelegt hatte. Seine Verhaftung erfolgte zu einem Zeitpunkt, als die Militärstaatsanwaltschaft damit begann, Aktivisten und Priester zu ihrer angeblichen Beteiligung an der öffentlichen Aufforderung der Kopten zur Demonstration an diesem Tag zu befragen. Vom 30. Oktober 2011 bis zum 25. Dezember 2011 war er unter fragwürdigen Vorwürfen inhaftiert. Das Büro des Hohen Kommissars der Vereinten Nationen für Menschenrechte setzte sich für seine Freilassung ein. Seine Mutter trat in einen Hungerstreik, um gegen seine Inhaftierung zu protestieren.
Die Darstellung der Militärstaatsanwaltschaft brach schnell zusammen, und Alaa weigerte sich, als Zivilist in einem Militärprozess angeklagt zu werden. Er erfuhr in Ägypten große Unterstützung und wurde schließlich von einem zivilen Richter freigesprochen.

### Während der Präsidentschaft von Sisi
Im Januar 2014 wurde er erneut festgenommen und im Juni desselben Jahres zu 15 Jahren Haft verurteilt. Seine erneute Freilassung erfolgte am 15. September 2014.
Am 23. Februar 2015 wurde er wiederum zu fünf Jahren Haft durch ein Gericht in Kairo verurteilt. Nach Verbüßung der Strafe wurde er am 29. März 2019 aus dem Gefängnis entlassen.
Er kritisierte im September 2019 mit über 250 Autoren, dass die Stadt Dortmund die Verleihung des Nelly-Sachs-Preises an die Schriftstellerin Kamila Shamsie wegen deren Unterstützung der umstrittenen BDS-Kampagne (Boycott, Divestment and Sanctions gegen Israel), über die die Jury nicht informiert war, widerrufen hatte.
Am 29. September 2019 wurde er unter der Anschuldigung, Falschnachrichten verbreitet zu haben, erneut verhaftet. Amnesty international erhob schwere Foltervorwürfe gegen die ägyptischen Sicherheitskräfte. Dem Blogger wären die Augen verbunden worden, er sei ausgezogen, geschlagen, getreten, bedroht und beschimpft worden. Im Dezember 2021 wurde er zu einer Haftstrafe von fünf Jahren verurteilt, nachdem er zu diesem Zeitpunkt bereits seit über zwei Jahren im Gefängnis gesessen hatte. Am 2. April 2022 trat er in einen Hungerstreik, den er im November 2022 eskalierte, sodass medizinische Intervention notwendig wurde. Im selben Monat erhielt seine Familie einen Brief von ihm, in dem er ein Ende seines Protestes bekanntgab.

## Interview
- Elisabeth Lehmann und Khalid El Kaoutit: Weisst du noch, damals auf dem Tahrir. Radio-Feature. Radio SRF 2 Kultur, 8. April 2016 (online)

## Veröffentlichungen
- Abd el-Fattah: Ihr seid noch nicht besiegt. Ausgewählte Texte 2011–2021. Mit einem  Vorwort von Naomi Klein. Aus dem Englischen von Utku Mogultay. Verlag Klaus Wagenbach, Berlin 2022, ISBN 978-3-8031-3724-1.